# Docklands Light Railway

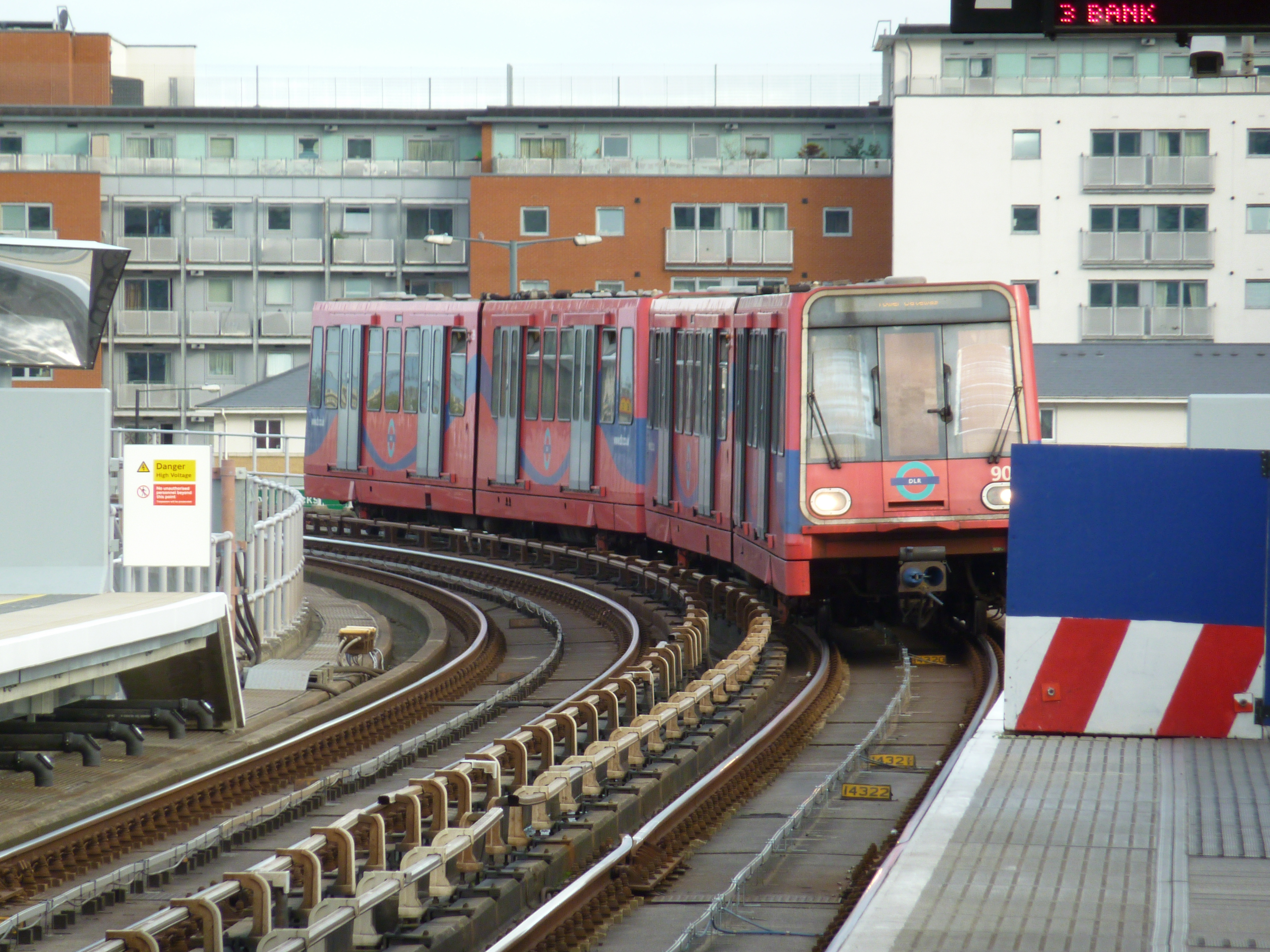
Ett Docklands Light Railway-tåg ankommer till Canning Town

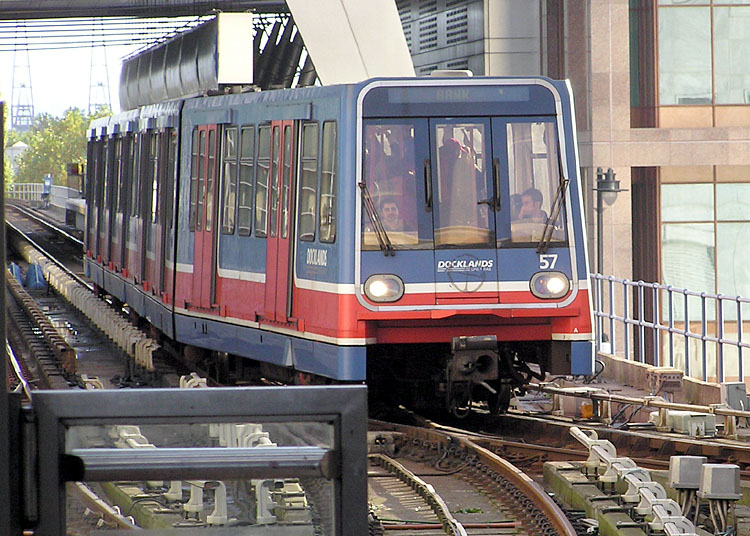
Ett Docklands Light Railway-tåg ankommer till Canary Wharf från söder.

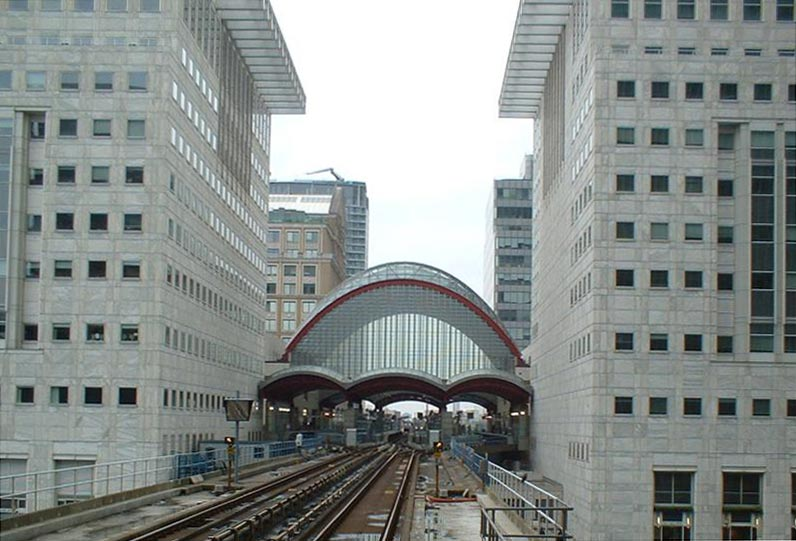
Canary Wharf Station

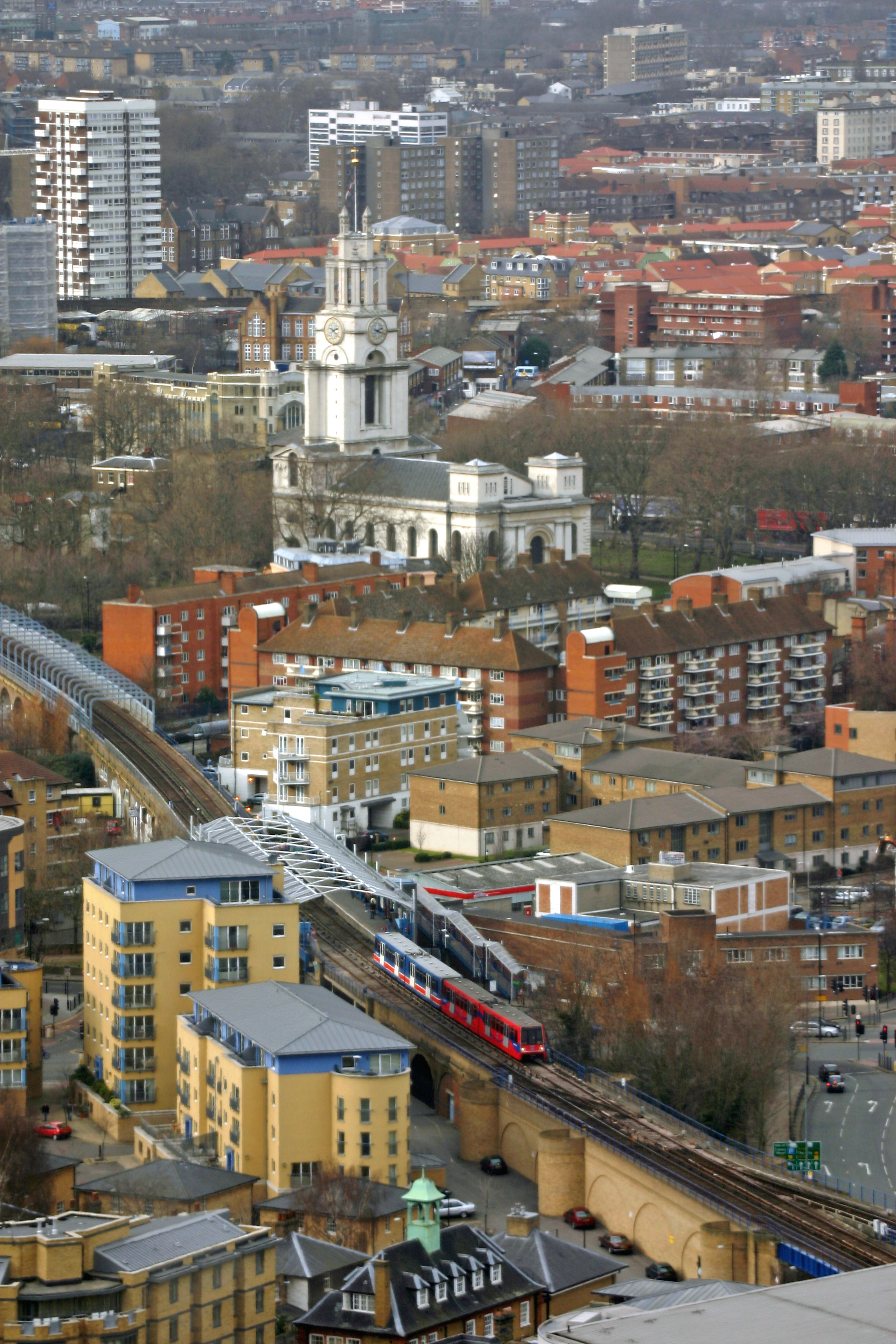
Ett östgående tåg lämnar Westferry Station.

Docklands Light Railway eller DLR är ett automatiskt högbanesystem i östra Londons gamla hamnområden, the Docklands. Systemet är inte fysiskt sammankopplat med Londons tunnelbana, utan har egna spår och vagnar. Dock har de båda systemen bytesstationer på flera platser, och delar också biljettsystem. DLR finns också med på Londons tunnelbanekarta, där den markeras med två parallella turkosa ränder. Systemets längd är 38 km och det finns 45 stationer.
Alla tåg är datorstyrda och saknar förare. Dock finns det en tågvärd (passenger service agent) på varje tåg, som går runt i tåget och kollar biljetter, ropar ut information, och styr dörrarna. Tågvärden kan också styra tåget om datorsystemet havererar eller i nödsituationer.
Drift och underhåll av DLR har varit utlagt på entreprenad sedan 1992. Den nuvarande operatören, Serco Docklands Ltd, som ägs av Serco och DLR:s tidigare ledning, fick i november 2005 förnyat förtroende fram till 2013.

## Utveckling

### Ursprungssystem
Docklands Light Railway skapades i slutet av 1980-talet av London Docklands Development Corporation (LDDC), en statlig organisation ansvarig för omvandlingen av de gamla hamnområdena, som legat för fäfot sedan 1960-talet. LDDC föredrog ett automatiskt system framför en spårväg, men använde ändå spårvagnsliknande ledvagnar. Det ursprungliga systemet på 13 km använde en del befintliga men oanvända järnvägsviadukter, och bestod av tre grenar ovan jord, till Tower Gateway, Island Gardens och Stratford. De tre grenarna möttes nära stationen Poplar. Systemet invigdes av drottning Elizabeth II 31 juli 1987, och började transportera passagerare en månad senare.

### De första utbyggnaderna
Docklands utvecklades till ett omfattande ekonomiskt centrum och arbetsområde snabbare än man hade räknat med, och ändstationen vid Tower Gateway, i kanten av City kritiserades för sina dåliga anslutningsmöjligheter. För att bemöta detta förlängdes alla tåg till två vagnar och stationerna i motsvarande grad, och en ny gren från Tower Gateway-linjen byggdes, i tunnel till tunnelbanestationen Monument and Bank. Denna utbyggnad gjorde det nödvändigt att byta ut hela vagnparken, eftersom den inte var avsedd för tunnelbruk. De gamla vagnarna såldes till Essen där de efter ombyggnad används som spårvagnar.
För att främja utvecklingen i de östra delarna av Docklands byggdes en ny gren från Poplar via Canning Towns järnvägsstation till Beckton, längs norra sidan av Royal Docks. Spårlösningen runt Poplar byggdes också om för att möjliggöra planskilda korsningar mellan olika grenar.
Den ursprungligen ganska oansenliga stationen vid Canary Wharf byggdes ut till ett stort komplex för att betjäna skyskraporna som byggts upp där. Framväxten av det ekonomiska centrumet vid Canary Wharf gjorde också att det blev nödvändigt med bättre förbindelser söderut. Detta möjliggjordes med en förlängning i tunnel under Themsen från Island Gardens till Greenwich och därifrån på högbana till järnvägsknuten Lewisham. Förlängningen medförde både två nya järnvägsanslutningar (i Greenwich och Lewisham) och bättre kollektivtrafikförbindelser till sevärdheterna i Greenwich.
En ny östlig gren från Canning Town till King George V i North Woolwich, via London City Airport, öppnades 2 december 2005. Den går på södra sidan av Royal Docks, med Beckton-grenen på nordsidan. En förlängning i tunnel under Themsen till Woolwich Arsenals järnvägsstation öppnades 12 januari 2009.
På grund av den snabba utvecklingen i östra Docklands som en del av Thames Gateway-projektet och Londons anordnande av sommar-OS 2012 konverterades järnvägslinjen North London Line till DLR-drift mellan Canning Town och Stratford. Den nya linjen fortsätter till den nya stationen Stratford International, längs den nya höghastighetsjärnvägen mellan London och Kanaltunneln. Detta var en viktig del av OS-projekten, eftersom OS hölls i Stratford. Linjen öppnades i september 2011. 

### Dagens system
Innan förlängningen till Woolwich Arsenal öppnades omfattade Docklands Light Railway 31 km spår. Det finns sju grenar, till Lewishams järnvägsstation i söder, Stratfords järnvägsstationer i norr via två olika banor, Beckton och Woolwich Arsenals järnvägsstation i öster och Tower Gateway och Bank i centrala London i väster. Systemet trafikeras av sex linjer (2012), även om flera andra kombinationer är möjliga:
- Bank–Lewisham
- Tower Gateway–Beckton
- Stratford–Lewisham (vissa tåg endast till Crossharbour)
- Bank–Woolwich Arsenal
- Stratford International–Woolwich Arsenal
- Stratford International–Beckton

Bytesmöjlighet finns till pendeltåg vid Lewisham, Woolwich Arsenal, Limehouse, Canning Town, Greenwich, West Ham, Stratford och Stratford International (de sista två betjänas även av fjärrtåg). Byte till tunnelbanan finns vid Bank, Tower Gateway, Shadwell, Stratford, Canning Town, Canary Wharf/Heron Quays, West Ham och Bow Church, även om inte alla dessa är i gemensamma stationer.

### Canning Town Extension (2011)
Stationer förlängs och viadukter förstärks för att möjliggöra trevagnståg. Den enda delen av systemet som inte berörs är Canning Town–Woolwich, som var förberett för trevagnståg redan när den öppnades. DLR utredde också möjligheten att öka tågtätheten, men fann att det skulle kosta lika mycket som ombyggnaden eftersom signalsystemet skulle behöva bytas ut.

## Karta

En geografiskt korrekt karta över Docklands Light Railway